# Kunghit Island
Kunghit Island (Haida Gangxid Gwaay.yaay) ist eine Insel in den östlichen Randgewässern des Pazifischen Ozeans, in den nordwestlichen Küstengewässern der kanadischen Provinz British Columbia. Die Insel, an der Grenze zwischen Hecate Strait und Queen Charlotte Sound, gehört zur Inselgruppe Haida Gwaii. Die Insel liegt administrativ grundsätzlich im North Coast Regional District, auf Grund ihrer Lage in einem kanadischen Nationalpark liegt ein Teil der Zuständigkeit jedoch bei Parks Canada.

## Geschichte
Traditionell ist die Insel Siedlungs- und Jagdgebiet der First Nations, hier der Haida und gehört heute, bis auf schon vorher in Privatbesitz befindliche Flächen, zum Gwaii-Haanas-Nationalpark. Zwischen 1910 und 1943 wurde im Norden der Insel, in Rose Harbour, eine Walfangstation betrieben. Diese beschäftigte in ihrer Spitzenzeit bis zu 150 Menschen. Heute ist die Insel weitgehend unbewohnt. Nur in Rose Harbour existiert noch ein kleines Touristencamp.

## Geographie
Die stark zerklüftete Insel hat eine Fläche von etwa 132 km² sowie einen Umfang von 121 km. Die Insel gehört zu den größeren Inseln Kanadas (zu den größten 1 % von mehr als 50.000 Inseln) und damit auch zu den größten der Provinz (36. Platz). Höchster Punkt der Insel ist der Treat Peak, mit einer Höhe von 550 m, im Südwesten der Insel.
Im Norden grenzt Kunghit Island, getrennt durch den Houston Stewart Channel, an Moresby Island. Westlich der Insel liegt Anthony Island (Haida SGang Gwaay Llnagaay) mit dem verlassene Dorf Ninstints (Haida Nan Sdins), welches seit 1981 Teil des als Weltkulturerbe eingestuften SGaang Gwaii ist. Außerdem ist die Insel von weiteren kleinen und kleinsten Inseln umgeben. Auf einer dieser sehr kleinen Inseln südlich von Kunghit Island liegt Cape St. James. Das Kap ist der westliche Punkt der Linie, welche die Hecate Strait und den Queen Charlotte Sound trennt. Der östliche Punkt dieser Linie ist Day Point an der Südspitze von Price Island.

## Namensherkunft
Der Name der Insel geht auf eine Beschreibung in der Sprache der Haida zurück, welcher auf ihre Lage im Süden der Inselgruppe zurückzuführen ist. Als der Houston Stewart Channel im Jahr 1893 erforscht wurde, hatte die Insel in den Karten der britischen Admiralität noch keinen Name und erhielt den Namen Prevost Island. Im Jahr 1904 entschied das Geographic Board of Canada die Insel umzubenennen, um die bis dahin bestehende Verwechslungsgefahr mit Prevost Island in den südlichen Gulf Islands der Provinz zu beseitigen.